# Гайнуллин, Гарифулла Гайнуллович
Гарифулла Гайнуллович Гайнуллин (24 мая (старый стиль) что соответствует 05 июня по новому стилю 1894, Аксу Белая Волошка, Тетюшский уезд, Казанской губернии — 6 апреля 1984) — татарский богослов, считается последним ишаном Казани

## Биография
Родился 24 мая (старый стиль) 1894 года в деревне Аксу, входившей в Тетюшский уезд Казанской губернии, которая официально документах назвалась Белая Воложка, в крестьянской семье.
В метрической книге прихода мечети д. Белая Воложка-Аксу Тетюшского уезда Казанской губернии значится:
Гарифулла  — родился 24 мая 1894 года по старому стилю (05 июня 1894 года по новому стилю)
Отец Гайнулла Хабибулла — улы так в документе.
Мать БибиФатиха Гизатулла-кызы так в документе
Запись № 6
Основание: Ф.204, оп. 177, д. 500 , л. 9 , Государственный архив Республики Татарстан, г. Казань.
обучился в религиозной школе.
В 1914 году уехал на заработки на Донбасс, через год, в связи с идущей войной, был призван в армию. В ходе боёв под Варшавой получил тяжёлое ранение, в 1917 году вернулся на родину. В 1918 году был мобилизован в Красную армию. В начале 1919 года, в ходе боёв с войсками Деникина, был тяжело ранен и попал в плен. В январе 1920 года был освобождён красными, и продолжил службу, на сей раз телефонистом. В 1921 году вернулся в Аксу, вскоре после демобилизации женился.
В 1930 году уехал в Московскую область на заработки, там работал на стройках. В 1933 году вернулся обратно. В 1934 году переехал в Ташкент. Через год ещё раз переезжает — на сей раз в Махачкалу. Там сблизился с родственником жены, учеником Зайнуллы Расулева, Баязидом Хайруллиным. Со временем стал мюридом Хайруллина, он посвятил его в тарикат.
В 1937 году вернулся в Аксу, работал в колхозе. В 1942 году был призван в армию, принимал участие в обороне Сталинграда. После получения тяжёлого ранения был комиссован по инвалидности. Затем вернулся в родную деревню, работал там. В 1951 году переехал в Казань. Там учил людей исламу, проводил групповые зикры, как тихие (хафи), так и громкие (джахри). Также занимался врачеванием (ошкеру).
В 1957 году стал одним из немногих мусульман СССР, совершивших хадж.
Умер 6 апреля 1984 года. Похоронен на Ново-Татарском кладбище. Его преемником как ишана стал Камиль Бикмухамметов (1922—2000), живший в Буинске.
В 2015 году Духовным управлением мусульман Республики Татарстан была выпущена книга «Гарифулла хазрат Гайнуллин — последний казанский ишан».

### Личная жизнь
В 1921 году женился на односельчанке Нурмухаметовой Разие Нурмухаметовне. У них было 13 детей, часть из них умерли в раннем возрасте.